# Županići
Županići is een plaats in de gemeente Sveta Nedelja in de Kroatische provincie Istrië. De plaats telt 141 inwoners (2001).